# フリップチェンジャー
フリップチェンジャーは、トランスフォーマー玩具の商品形態のひとつで、乗り物や動物の一部分をばねの力で跳ね上げる事で、全体が連動して変形し瞬間的にロボットに変形するのを特徴とする。トランスフォーマー マシンウォーズ・トランスフォーマー カーロボット等から登場する。日本では「一発変形」とも呼ばれる。ここではトランスフォーマー アニメイテッドから使われている「アクティベイター」という名称についても説明する。

## 概要
複雑な変形が特徴のトランスフォーマーだが、これは止められているばねをはずすことで、その大部分が一発で変形するため、変形の複雑さについていけない低年齢向けの商品として展開されている。自動変形はそれまで稼働を犠牲にすることが当たり前だったが、フリップチェンジャーでは稼働軸の多くが残されているため人気が出た。複雑な懲りようを打ち消されるため不満を持つファンもいるが、変形機構の大胆ぶりに感心するファンも多い。
フリップチェンジャーの呼称は、日本でこのタイプの玩具が初登場したビーストウォーズ時期には、「一発変形」と呼称されていた。フリップチェンジャーという名称は、本来は開発用のコードネームであり、玩具のカテゴリー名や設定上の部隊名、種族名として公式に使用された事は無い（カーロボットのインディーヒートのパッケージに記載されたとの情報もある）。この名称が広まったのは、マニア向けのフィギュア誌等の書籍におけるインタビュー記事で開発者が使用していた事からと思われる。
後に商品名として「アクティベイター(Activators)」の呼称が一般的になった。「アクティベイター」は、ばねを外す機構がボタンになっていることが特徴である。実写映画第一弾からは、ばねを使わない「一発変形」機構が、低年齢向けの「ベーシック(Fast Action Battlers)」商品として取り入れられた。実写映画第二弾（リベンジ）では、「ベーシック」とともに、ばねを使った「アクティベイター」も復活した。一方、より低年齢向けの商品群として、向きを変えることで重さによって「一発変形」する「グラビティボッツ」が開発された。実写映画第三弾（ダークサイド・ムーン）では、「グラビティボッツ」がなくなり、代わりにばねを使った「アクティベイター」が同型で製作された。

## アイテム

### マシンウォーズ
デストロン
- メガトロン　(戦闘機)
- メガプレックス　(戦闘機)―メガトロンのリペイント
- スカイワープ　(戦闘機)
- サンダークラッカー　（戦闘機）―スカイワープのリペイント

サイバトロン
- ハブキャップ　（レッカー車）
- ホイスト　（レッカー車）―ハブキャップのリペイント
- リジェ　（F1）
- プロール（F1）―リジェのリペイント

### ビーストウォーズ
- コンボバット/Optimus praimal　(コウモリ)
- メガリゲーター/Megatron　(ワニ)
- ラットル/Rattrap　(鼠)
- テラザウラー/Terrasour　(プテラノドン)
- レイザービースト（レイザーバック）/Razorbeast　(イノシシ)
- クワガイガー/Insecticon　(クワガタムシ)
- アルマー/Armordillo　(アルマジロ)
- スナッパー/Snapper　(カミツキガメ)
- イグアナス（イグナー）/Iguanus　(エリマキトカゲ)
- レーザービーク/Lazerbeak　(プテラノドン)―テラザウラーのリデコ

### ビーストウォーズII
- ダージ（戦闘機）―スカイワープのリペイント
- スラスト（戦闘機）―メガトロンのリペイント

### ビーストウォーズネオ
- ランディー（イノシシ）―レイザービーストのリペイント
- クレイジーボルト（エリマキトカゲ）―イグアナスのリペイント
- バンプ（アルマジロ）―アルマーのリペイント
- ハイドラー（プテラノドン）―レーザービークのリペイント

### トランスフォーマー カーロボット
- インディーヒート（F1）―リジェのリペイント
- レッカーフック（レッカー車）―ハブキャップのリペイント

### トランスフォーマー ロボットマスターズ
- リジェ（F1）―リジェのリペイント
- ウイングスタン(戦闘機)―スカイワープのリペイント
- レッカーフック（レッカー車）―ハブキャップのリペイント
- エアハンター(戦闘機)―メガトロンのリペイント

### トランスフォーマー アニメイテッド
- オプティマスプライム（消防車）
- メガトロン（プロペラ戦闘機）
- ラチェット（救急車）
- ロックダウン（モンスターカー）

上記4体は、日本ではスーパーコレクションvol.1として発売。
- バンブルビー（パトカー）
- スタースクリーム（ジェット機）
- グリムロック（恐竜）
- アイアンハイド（Bulkhead）（装甲車）

上記4体は、日本ではスーパーコレクションvol.2として発売。
- サウンドウェーブ（ワゴン車）（日本未発売）
- サウンドブラスター（ワゴン車）（サウンドウェーブのリペイント、日本限定）
- クリフジャンパー（パトカー）（バンブルビーのリデコ）
- サンダークラッカー（ジェット機）（スタースクリームのリペイント）
- ダージ（ジェット機）（スタースクリームのリペイント）
- スカイワープ（ジェット機）（スタースクリームのリペイント、日本限定・たからとみぃくじ景品）
- ラムジェット（ジェット機）（スタースクリームのリペイント、日本限定・たからとみぃくじ景品）

その他、日本未発売だが、アーマーアップ・オプティマスプライム、バトルフィールド・バンブルビー、パトロール・バンブルビー、ファイヤーブラスト・グリムロック、バンディット・ロックダウンなどのリペイント商品がある。

### トランスフォーマー/リベンジ
- オプティマスプライム
- メガトロン
- バンブルビー
- スタースクリーム
- アイアンハイド

### トランスフォーマー/ダークサイド・ムーン
- オプティマスプライム
- メガトロン
- バンブルビー
- スタースクリーム
- アイアンハイド
- トップスピン

### キャップボッツ
- キャプティマスプライム（キャップ）
- キャプティコン（キャップ）―キャプティマスプライムのリデコ

### トランスフォーマージェネレーションズ
- カセットロン（ディセプティコンデータディスク）
  - レーザービーク
  - バズソー（レーザービークのリペイント）
  - フレンジー
  - ランブル（フレンジーのリペイント）
  - ジャガー
  - ラットバット（レーザービークのリデコ）
- カセットボット（オートボットデータディスク）
  - イジェクト（フレンジーのリデコ）
  - リワインド（イジェクトのリペイント）
  - ラムホーン
  - サンドル（レーザービークのリペイント）
  - スチールジョー（ジャガーのリデコ）